# Schrofen (Brannenburg)
Der Schrofen ist ein 1030 m ü. NHN hoher Berg bei Brannenburg im Wendelsteingebiet, das zum Mangfallgebirge in den Bayerischen Voralpen gehört.

## Topographie
Neben dem noch recht markanten Sulzberg im Norden befinden sich noch eine Reihe weiterer kleiner Erhebungen westlich des Inntals oberhalb von Brannenburg. Hierzu gehören neben Breitenberg und Zugberg auch der Schrofen. Auf der Nordseite befindet sich ein historischer Bergsturz, heute als Geotop ausgezeichnet, von welchem der Schrofen vermutlich auch seinen Namen hat.